# ۱۸۳ (میلادی)
۱۸۳ (میلادی) صد و هشتاد و سومین سال تقویم میلادی است.

## درگذشتگان
‎